# Dombeya flabellifolia
Dombeya flabellifolia är en malvaväxtart som beskrevs av Arenes. Dombeya flabellifolia ingår i släktet Dombeya och familjen malvaväxter. Inga underarter finns listade i Catalogue of Life.